# 尼德河畔库尔塞勒
尼德河畔库尔塞勒（法語：Courcelles-sur-Nied，法語發音：[kuʁsɛl syʁ nje]）是法国摩泽尔省的一个市镇，属于梅斯区。

## 地理
尼德河畔库尔塞勒（49°3'58"N, 6°18'28"E）面积5.06 平方千米，位于法国大東部大區摩泽尔省，该省份为法国东北部内陆省份，是洛林的一部分，西南接默尔特-摩泽尔省，东临下莱茵省，北与卢森堡和德国接壤。
与尼德河畔库尔塞勒接壤的市镇（或旧市镇、城区）包括：拉克内克西、梅克勒沃、尼德河畔桑里、索尔贝。

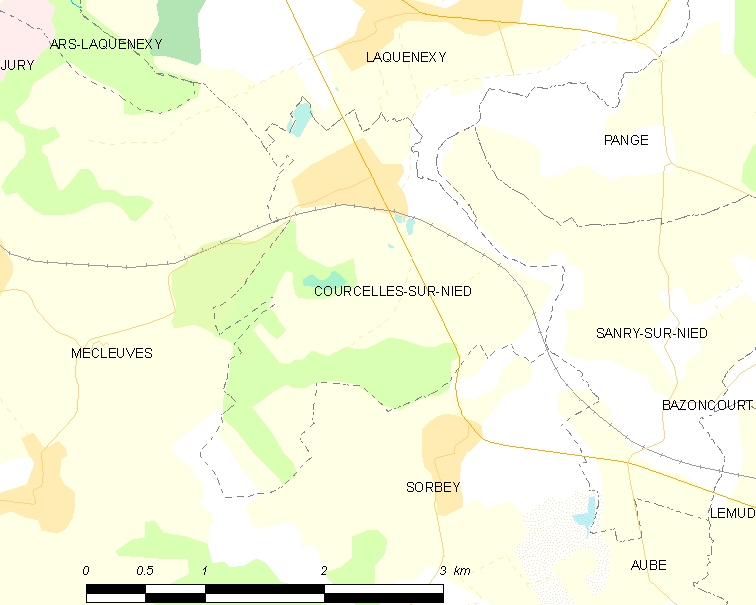
尼德河畔库尔塞勒的OSM定位图

尼德河畔库尔塞勒的时区为UTC+01:00、UTC+02:00（夏令时）。

## 行政
尼德河畔库尔塞勒的邮政编码为57530，INSEE市镇编码为57156。

## 政治
尼德河畔库尔塞勒所属的省级选区为梅斯地区县。

## 人口

1962-2008年间尼德河畔库尔塞勒人口变化图示

尼德河畔库尔塞勒于2022年1月1日时的人口数量为1188人。